# Bieliny (Bartoszyce)
Pour les articles homonymes, voir Bieliny.
Bieliny est un village polonais de la voïvodie de Varmie-Mazurie, dans le powiat de Bartoszyce.